# Robert Folz
Pour les articles homonymes, voir Folz.
Robert Folz, né à Metz en 1910 et mort à Dijon en 1996, était un médiéviste français, spécialiste de l’époque carolingienne. Il est notamment l'auteur du Couronnement impérial de Charlemagne.

## Biographie
Robert Folz naît à Metz durant la première annexion, le 12 mars 1910. Il fait ses études secondaires à Metz, puis à la faculté de Nancy et enfin à l'université de Strasbourg. Agrégé d’histoire en 1933, il part à Berlin préparer une thèse de doctorat sous la direction de Marc Bloch. La guerre interrompt ses recherches. Après le débarquement des troupes alliées en Afrique du Nord, il s'engage comme interprète et participe à la libération de l’Italie et de la France. Pour ses services, il reçoit la médaille de la Liberté américaine.
Après la soutenance de sa thèse sur Charlemagne en 1949, il devient professeur d’histoire du Moyen Âge à l’université de Dijon, poste qu’il occupe de 1950 à 1986. Il dirige en particulier le département d'histoire de 1968 à 1978. Ses recherches ont essentiellement été tournées vers l'histoire de l'Allemagne médiévale. Véritable médiateur entre la France et l'Allemagne, Robert Folz a contribué à faire connaître, au public français, la tradition érudite allemande et ses historiens, dont Ernst Kantorowicz.
Membre de l'académie de Mayence, et correspondant de l'Institut de France et de la British Academy, il est nommé docteur honoris causa de l’université de Mayence. Robert Folz décède le 5 mars 1996.
Il est le père de Jean-Martin Folz, homme d'affaires.

## Publications
- Le Souvenir et la légende de Charlemagne dans l'Empire germanique médiéval, 1950.
- L'Idée d'Empire en Occident, 1953.
- Le Couronnement Impérial de Charlemagne (25 décembre 800), Paris, Gallimard, 1964.
- La Naissance du Saint-Empire,  dans la série le « Mémorial des Siècles : Xe siècle », Éditions Albin Michel, Paris 1967.
- De l'Antiquité au Monde médiéval, 1972.
- Les Saints Rois du Moyen Âge en Occident (VIe-XIIIe siècles), 1984.
- Les Saintes Reines du Moyen Âge en Occident (VIe-XIIIe siècles), 1992.

## Sources
- Franz-Josef Felten, Pierre Monnet, Alain Saint-Denis (dir.), Robert Folz (1910–1996). Mittler zwischen Frankreich und Deutschland, Franz Steiner Verlag, Stuttgart, 2006.
- Biographie de Robert Folz sur regionalgeschichte.net.